# Jean Stablinski
Jean Stablewski, dit Jean Stablinski (Thun-Saint-Amand, Nord, 21 de maig de 1932 - Lilla, Nord – Pas de Calais, 22 de juliol de 2007) va ser un ciclista francès d'origen polonès que fou professional entre 1952 i 1968, aconseguint 105 victòries professionals. Era anomenat el polonès pels seu orígens i també Monsieur France.
Els seus èxits més rellevants foren 4 Campionats de França en ruta (1960, 1962, 1963 i 1964), un Campionat del Món (1962, una Volta a Espanya (1958) i una Amstel Gold Race (1966).

## Biografia
Jean Stablinski era fill d'immigrants polonesos a la conca minera del Nord de França. Quan el seu pare va morir, el 1946, va començar a treballar a la mina per ajudar la seva família. Paral·lelament va guanyar una bicicleta de carrera en un concurs i va començar a practicar el ciclisme.
Als 16 anys es nacionalitzà francès i començà a disputar les primeres carreres. Als 21 anys va signar el primer contracte professional.
Des de 1958 fins a 1967 va córrer en els mateixos equips que el seu amic Jacques Anquetil, del qual va ser el fidel lloctinent. També va córrer junt als alemanys Willi i Rudi Altig (1962-1964).
Stablinski - també amb el nom abreujat en Stab - es va fer famós per la seva quàdruple victòria i els seus dos segons llocs al campionat de França professional sobre carretera, en tot just 6 anys, una sèrie d'èxits no igualada fins a l'actualitat i que li va valer el sobrenom de «Monsieur France ». En el transcurs de la seva carrera professional, de 1952 a 1968, va aconseguir 105 victòries professionals.
En finalitzar la seva carrera professional com a ciclista fou director esportiu de l'equip francès Sonolor-Lejeune durant 6 anys. Lucien van Impe i Bernard Hinault foren part dels seus descobriments.

## Palmarès
- 1953
  -  Campió de França militar
  - Vencedor d'una etapa del Tour de la Manche
  - Vencedor d'una etapa del Tour d'Alsàcia-Lorena
  - Vencedor d'una etapa del Tour de l'Oest
- 1954
  - 1r de la París-Bourges
- 1955
  - 1r de la París-Valenciennes
- 1956
  - 1r del Tour de les Províncies del Sud-est i vencedor de 2 etapes
  - 1r del Critèrium d'Alger
- 1957
  - 1r del Gran Premi de Fourmies
  - 1r del Tour de l'Oise
  - Vencedor d'una etapa del Tour de les Províncies del Sud-est
  - Vencedor d'una etapa del Tour de França
- 1958
  -  1r de la Volta a Espanya i vencedor de 2 etapes
- 1960
  -  Campió de França en ruta
  - 1r de la Niça-Gènova
  - 1r del Circuit de l'Aulne
  - Vencedor d'una etapa del Giro d'Itàlia
- 1961
  - Vencedor d'una etapa al Tour de França
  - Vencedor d'una etapa al Tour de Var
- 1962
  - Campió del Món en ruta
  -  Campió de França en ruta
  - 1r del Circuit de les 3 viles germanes
  - Vencedor d'una etapa a la Volta a Espanya
  - Vencedor d'una etapa al Tour de França
- 1963
  -  Campió de França en ruta
  - 1r de la París-Brussel·les
  - 1r del Tour de l'Alt Loira
  - Vencedor d'una etapa a la Volta a Espanya
  - Vencedor d'una etapa al Critèrium del Dauphiné Libéré
- 1964
  -  Campió de França en ruta
  - 1r al Circuit des frontières
  - 1r del Bol d'Or
  - Vencedor d'una etapa al Tour de França
- 1965
  - 1r de la Volta a Bèlgica
  - 1r a la París-Luxemburg i vencedor d'una etapa
  - 1r al Tour de Pircardia
  - 1r al Trofeu Baracchi (amb Jacques Anquetil)
  - 1r al Gran Premi del cantó d'Argòvia
  - 1r al Gran Premi de Frankfurt
  - Vencedor d'una etapa del Midi Libre
- 1966
  - 1r de l'Amstel Gold Race
  - 1r al Gran Premi d'Isbergues
- 1967
  - Vencedor d'una etapa al Tour de França
  - Vencedor d'una etapa al Giro d'Itàlia
- 1968
  - 1r del Gran Premi de Denain

### Resultats a la Volta a Espanya
- 1958. 1r de la classificació general. Vencedor de 2 etapes
- 1962. 6è de la classificació general. Vencedor d'una etapa
- 1963. 9è de la classificació general. Vencedor d'una etapa

### Resultats al Tour de França
- 1954. Abandona (21a etapa)
- 1955. 35è de la classificació general
- 1957. 43è de la classificació general. Vencedor d'una etapa
- 1958. 68è de la classificació general
- 1959. Abandona (13a etapa)
- 1961. 42è de la classificació general. Vencedor d'una etapa
- 1962. 30è de la classificació general. Vencedor d'una etapa
- 1963. Abandona (16a etapa)
- 1964. 35è de la classificació general. Vencedor d'una etapa
- 1966. 61è de la classificació general
- 1967. 81è de la classificació general. Vencedor d'una etapa
- 1968. Abandona (15a etapa)

### Resultats al Giro d'Itàlia
- 1959. 72è de la classificació general
- 1960. 59è de la classificació general. Vencedor d'una etapa
- 1966. 41è de la classificació general
- 1967. Abandona. Vencedor d'una etapa